# Last Song
Last Song è un singolo del cantante rock giapponese Gackt pubblicato il 12 novembre 2003 come estratto dal suo quinto album in studio Crescent.

## Tracce
1. Last Song – 5:26
2. Solitary – 3:31
3. Last Song (Instrumental) – 5:25
4. Solitary (Instrumental) – 3:21